# Einkommensgrenze (Kindergeld)
Die Einkommensgrenze (Kindergeld) war eine in Deutschland bis 2012 geltende Regelung, die einen Anspruch auf Kindergeld ausschloss, wenn ein volljähriges Kind ausreichend eigenes Einkommen hatte. Der Grenzbetrag orientierte sich in der Höhe am Grundfreibetrag und lag zuletzt in den Jahren 2010–2011 bei 8004 €. Bestand nicht im vollen Kalenderjahr ein Anspruch auf Kindergeld, wurde der Grenzbetrag entsprechend gekürzt; Einkommen, das auf diese Monate fiel, war nicht zu berücksichtigen.
Als Einkommen zählten hierbei sowohl Einkünfte im Sinne des Steuerrechts als auch steuerfreie Bezüge. Ursprünglich zählten auch die Sozialversicherungsbeiträge zu den Einkünften des Kindes, doch am 11. Januar 2005 entschied das Bundesverfassungsgericht, dass diese Praxis gegen den Gleichheitssatz des Art. 3 Abs. 1 GG verstößt, sodass seitdem Sozialversicherungsbeiträge nicht mehr zu den Einkünften zu zählen sind. Dies galt auch für ein beihilfeberechtigtes Kind sowohl in der gesetzlichen als auch in der privaten Kranken- und Pflegeversicherung. Diese Entscheidung war jedoch nicht rückwirkend auf vergangene Zeiträume anzuwenden. Vermögen des Kindes war grundsätzlich nicht zu berücksichtigen.
Zu den Einkünften zählten auch vermögenswirksame Leistungen. Verzichtete das Kind auf ihm zustehende Einkünfte und Bezüge, waren diese dennoch fiktiv anzurechnen.
Die Einkünfte und Bezüge waren um den sogenannten ausbildungsbedingten Mehrbedarf zu kürzen, sofern das Kind diese Kosten nicht bereits als Werbungskosten geltend machen konnte, etwa weil es als Schüler oder Student kein zu versteuerndes Einkommen hatte. Überschritt das Einkommen den Grenzbetrag, bestand kein Anspruch auf Kindergeld und das gesamte bereits ausgezahlte Kindergeld des Kalenderjahres musste wieder zurückgezahlt werden.
Zum Jahr 2012 wurde der Grenzbetrag abgeschafft. Seitdem können volljährige Kinder unbeschränkt verdienen. Nach einer erstmaligen Ausbildung führt jedoch eine Erwerbstätigkeit zu einem Ausschluss des Kindergeldanspruches. Eine Erwerbstätigkeit mit bis zu 20 Stunden regelmäßiger wöchentlicher Arbeitszeit, ein Ausbildungsdienstverhältnis oder ein geringfügiges Beschäftigungsverhältnis im Sinne der §§ 8 und 8a des Vierten Buches Sozialgesetzbuch sind unschädlich.